# Cleretum
Cleretum N.E.Br. è un genere di piante succulente appartenente alla famiglia delle Aizoacee, originario del Sudafrica.

## Tassonomia
Il genere comprende le seguenti specie:
- Cleretum apetalum (L.f.) N.E.Br.
- Cleretum bellidiforme (Burm.f.) G.D.Rowley
- Cleretum booysenii (L.Bolus) Klak
- Cleretum bruynsii Klak
- Cleretum clavatum (Haw.) Klak
- Cleretum herrei (Schwantes) Ihlenf. & Struck
- Cleretum hestermalense (Ihlenf. & Struck) Klak
- Cleretum lyratifolium Ihlenf. & Struck
- Cleretum maughanii (N.E.Br.) Klak
- Cleretum papulosum (L.f.) N.E.Br.
- Cleretum patersonjonesii Klak
- Cleretum pinnatifidum (L.f.) N.E.Br.
- Cleretum rourkei (L.Bolus) Klak

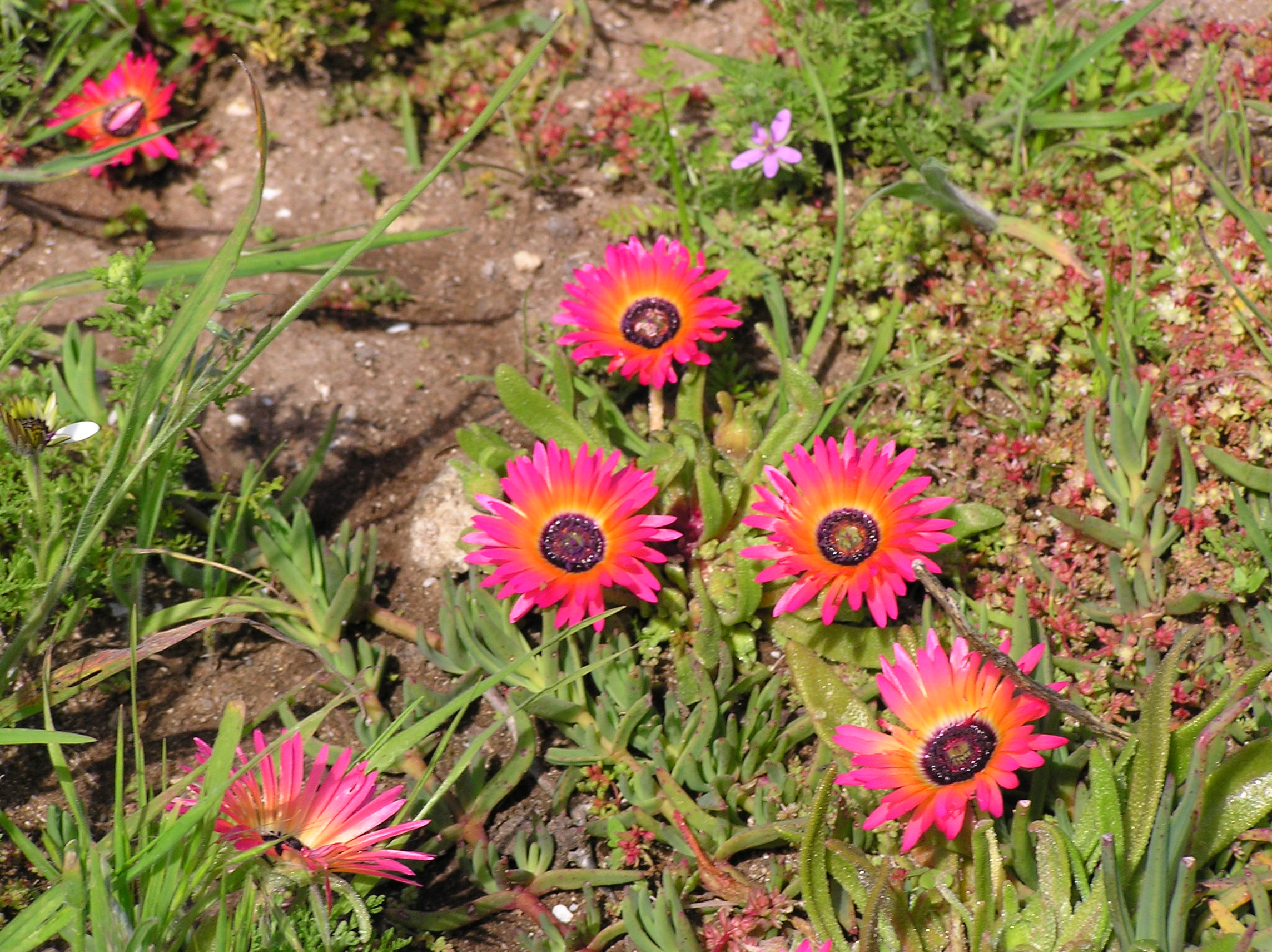
C. apetalum
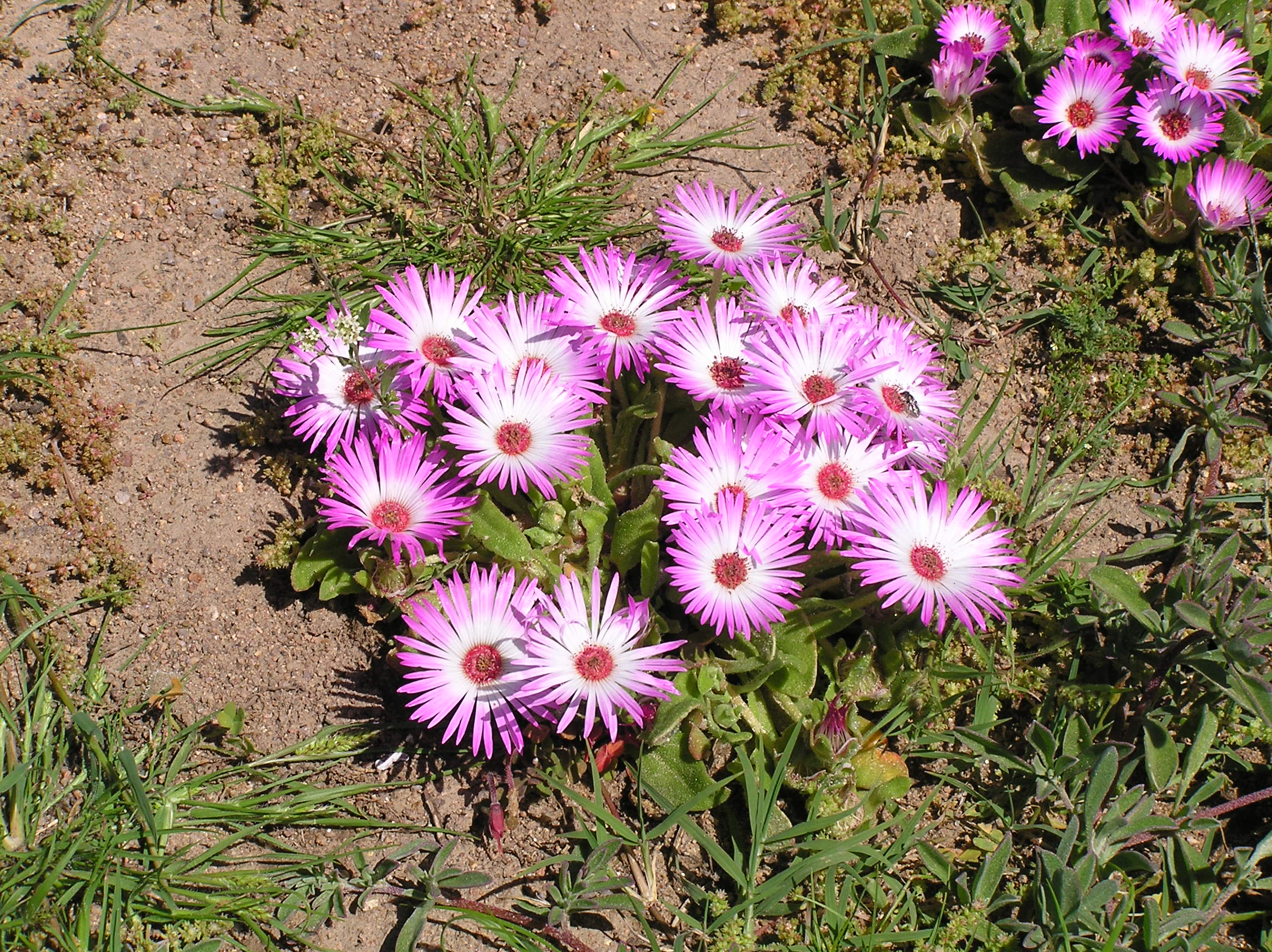
C. bellidiforme
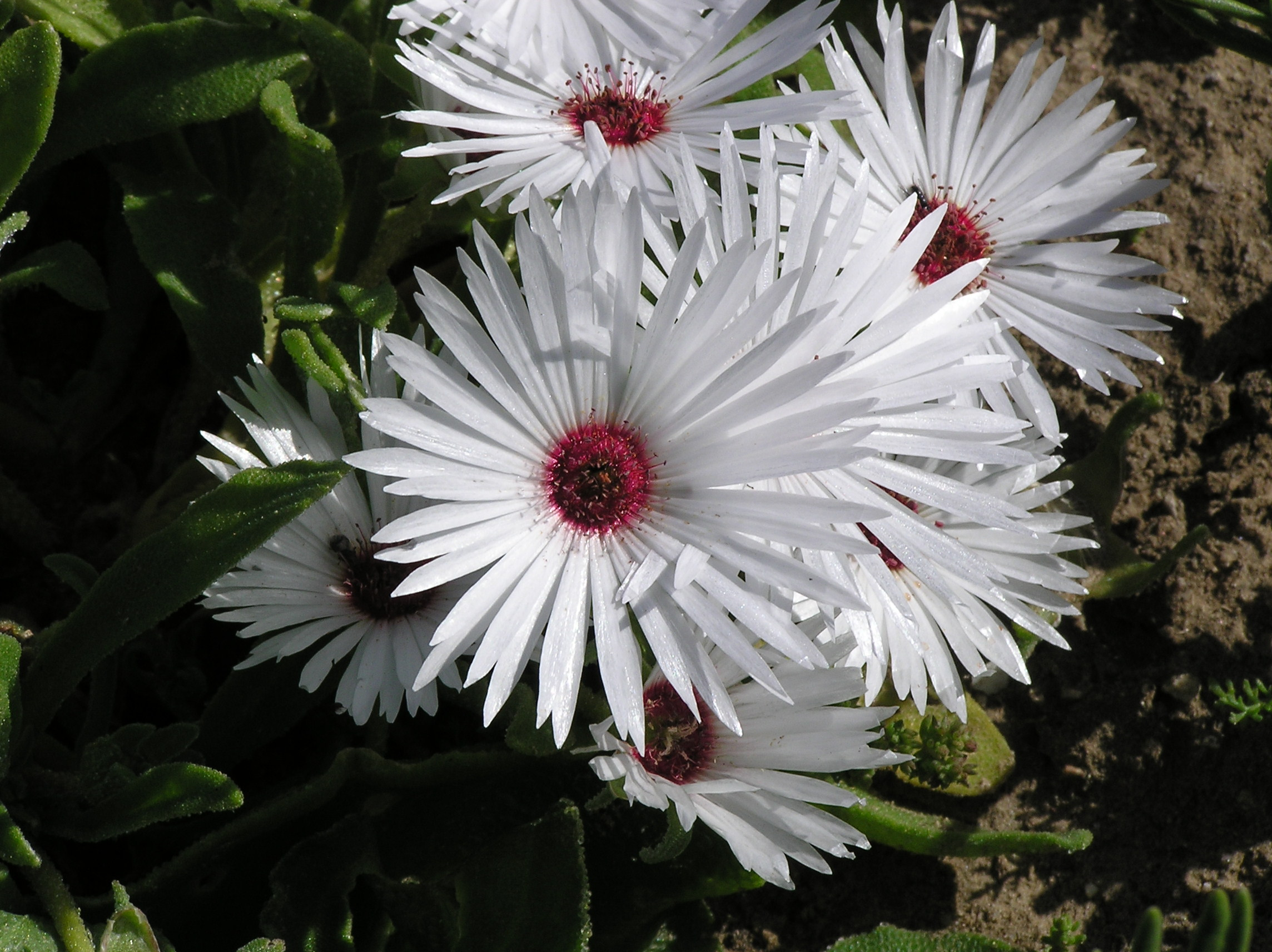
C. maughanii

## Coltivazione
La sua coltivazione richiede terreno molto poroso composto da terra concimata e sabbia sia in piena terra che in vaso; è però in piena terra che dà il massimo dello splendore e della fioritura. La sua esposizione è da pieno sole, con annaffiature anche saltuarie.
La riproduzione avviene depositando i semi in terra sabbiosa mantenuta umida e ad una temperatura di 21 °C; le piantine andranno poi messe a dimora non appena finisce l'inverno e non ci sono pericoli di gelo.